# Adolf Doswald
Adolf Doswald (* 12. Juli 1894 in Hitzkirch; † 12. Mai 1961 in Baden; heimatberechtigt in Neuheim) war ein Schweizer Politiker (LdU).

## Leben
Doswald absolvierte eine Lehre als Maschinenschlosser bei Brown, Boveri & Cie. in Baden und anschliessend ein Studium der Elektrotechnik am Technikum Winterthur. Von 1918 bis 1959 war er als Berechnungsingenieur für Synchronmaschinen bei BBC tätig.
Im Jahr 1936 gründete Doswald in Baden eine Ortsgruppe des Landesrings der Unabhängigen (LdU). Von 1941 bis 1956 sass er im Aargauer Grossrat. Bei den Schweizer Parlamentswahlen 1955 wurde er als erster Aargauer LdU-Nationalrat gewählt und sass ab 1956 auch im Badener Stadtrat. Zudem war ab 1955 Vizepräsident der nationalen LdU. Alle drei Ämter hatte er bis zu seinem Tod inne.